# Talsperre Nýrsko
Die Talsperre Nýrsko (tschechisch Vodní nádrž Nýrsko) ist eine Trinkwassertalsperre an der Úhlava in Tschechien. Sie befindet sich drei Kilometer südlich von Nýrsko im Okres Klatovy.

## Geographie
Der Staudamm befindet sich südlich von Stará Lhota am Durchbruchstal der Úhlava zwischen dem Rantscherkamm und dem Kreuzbergkamm im Künischen Gebirge, dem nordwestlichen Teil des Böhmerwaldes. Der Stauraum erstreckt sich über zweieinhalb Kilometer nach Süden bis Hamerský Dvůr und umfasst auch das Mündungsgebiet des Zelenský potok. Durch den Stausee führt die Gemeindegrenze zwischen Nýrsko, Dešenice und Hamry. Die Wasserfläche gehört anteilig den Katastralbezirken Stará Lhota, Milence, Zelená Lhota und Hamry na Šumavě, wobei der größte Teil zu Hamry na Šumavě gehört. Am Ostufer verläuft die Staatsstraße II/190 zwischen Nýrsko und Železná Ruda. Oberhalb davon führt die aus dem Tunnel Milenecký kommende Bahnstrecke Plzeň–Železná Ruda durch das Tal. 
Linksseitig des Stausees liegen die Einschichten Na Lesní Louce, Na Špirku, Gubrův Dvorec und Rodrovský Dvorec; am rechten Ufer befindet sich die Ortschaft Zelená Lhota. 

## Geschichte
Die breite Talaue des Angelbaches im Grenzgebiet der Herrschaften Bistritz an der Angel und Deschenitz mit den künischen Freigerichten Hammern und Eisenstraß war nur schwach besiedelt. Unterhalb des Hammerhofes (Hamerský Dvůr) befanden sich am Angelbach lediglich an der Einmündung des Grüner Baches der zu Deschenitz gehörige Zirkelhammer (Přední Hamry) und unterhalb davon der Tremlhof (Tremlovský Dvorec), der zu Hammern gehörte.
Zu Beginn der 1960er Jahre wurde der Bau einer Talsperre an der oberen Úhlava beschlossen, die hauptsächlich dem Ausgleich der Wasserführung des Flusses an der 90 Kilometer flussabwärts gelegenen Trinkwasseraufbereitungsanlage für Pilsen und Umgebung an der Velká Homolka dienen sollte. Die Talsperre wurde zwischen 1965 und 1969 errichtet. Überflutet wurden dabei die Ansiedlungen Veitlovský Dvorec (Veitlhof), Přední Hamry, Tremlovský Dvorec, Tremlův Mlýn (Tremlmühle) und Bruckhof.
Nachdem sich herausgestellt hatte, dass die Kapazität der Talsperre auch die Trinkwasserversorgung der Regionen Klatovy und Domažlice abdecken konnte, wurde 1973 der Bau einer neuen Wasseraufbereitungsanlage unterhalb des Staudammes genehmigt. Zwischen 1980 und 1986 entstand östlich von Stará Lhota die Trinkwasseraufbereitungsanlage Milence, die die Regionen Klatovy und Domažlice versorgt. Außerdem dient die Talsperre dem Hochwasserschutz sowie seit 1996 auch der Stromerzeugung.

## Beschreibung
Der 36,2 m hohe und 320 m lange Steinschüttdamm ist wasserseitig mit Eisenbeton abgedichtet. Die äußere Dammseite wurde mit Ziergehölzen bepflanzt. Der Ablauf erfolgte durch einen Schachtüberlaufturm, der über einen Verbindungsstollen zu zwei niedrigen Ausläufen und zur Wasseraufbereitungsanlage Milence ableitet. Außerdem besitzt der Damm am linken Ufer einen Seitenüberlauf. In beiden Ausläufen wurde 1996 zur Stromerzeugung eine Bánki ČKD-Turbine installiert.